# Kmiecin (gromada)
Kmiecin – dawna gromada, czyli najmniejsza jednostka podziału terytorialnego Polskiej Rzeczypospolitej Ludowej w latach 1954–1972.
Gromady, z gromadzkimi radami narodowymi (GRN) jako organami władzy najniższego stopnia na wsi, funkcjonowały od reformy reorganizującej administrację wiejską przeprowadzonej jesienią 1954 do momentu ich zniesienia z dniem 1 stycznia 1973, tym samym wypierając organizację gminną w latach 1954–1972.
Gromadę Kmiecin z siedzibą GRN w Kmiecinie utworzono – jako jedną z 8759 gromad na obszarze Polski – w powiecie nowodworsko-gdańskim w woj. gdańskim na mocy uchwały nr 22/III/54 WRN w Gdańsku z dnia 5 października 1954. W skład jednostki weszły obszary dotychczasowych gromad Kmiecin, Rakowiska i Solnica ze zniesionej gminy Kmiecin oraz obszar dotychczasowej gromady Żelichowo ze zniesionej gminy Nowy Dwór Gdański w tymże powiecie. Dla gromady ustalono 12 członków gromadzkiej rady narodowej.
1 stycznia 1960 do gromady Kmiecin włączono miejscowości Jazowa, Wierciny, Krzewiny i Zawadka ze zniesionej gromady Jazowa w tymże powiecie.
31 lipca 1968 z gromady Kmiecin wyłączono miejscowość Żelichowo, włączając ją do nowo utworzonej gromady Nowy Dwór Gdański w tymże powiecie.
1 stycznia 1970 do gromady Kmiecin włączono część obszaru miasta Nowy Dwór Gdański (91,90 ha) w tymże powiecie; z gromady Kmiecin wyłączono natomiast część wsi Żelichowo (14,13 ha), włączając ją do miasta Nowy Dwór Gdański.
Gromada przetrwała do końca 1972 roku, czyli do kolejnej reformy gminnej.